# Pseudogemmidae
Famille
Les Pseudogemmidae sont une famille de Ciliés de la classe des Phyllopharyngea.

## Étymologie
Le nom de la famille vient du genre type Pseudogemma, composé du préfixe grec ψευδο / pseudo-, « faux », et du suffixe latin -gemm, « bourgeon ».

## Description
Les  Pseudogemmidae ont une taille petite (<80 µm). Leurs trophontes sont globulaires à ellipsoïdes. Ils vivent dans une lorica. Ils ont un à plusieurs tentacules en forme de bâtonnet, servant à la fois à l'alimentation et à la fixation. Leur macronoyau est ductile. Au moins une vacuole contractile est présente.
L'espèce Pseudogemma pachystyla est un ectoparasite à corps sacciforme loriqué. Il possède un seul tentacule court, épais et en forme de bâtonnet, par lequel le parasite s'attache à la partie apicale du corps de leurs hôtes (des ciliés Suctoridés). Le tentacule est généralement complètement plongé dans le corps de la cellule hôte. Il se reproduit par bourgeonnement endogène. Le corps cellulaire a pour dimensions : en longueur 18–24 µm pour 16–20 en largeur.

## Habitat
Les  Pseudogemmidae vivent n milieu marin et en eau douce en tant que parasites d'autres ciliés, tels que les folliculidés et les suctoridés.
L'espèce Pseudogemma pachystyla a été trouvée comme ectoparasite de Periacineta buckei (autre cilié de la famille des Discophryidés), et épibionte sur l'insecte Ranatra sp, dans le lac de Tecocomulco (Mexique, État d'Hidalgo).

## Liste des genres
Selon GBIF (25 août 2024) et Lynn (2010) :
- Pottsiocles Corliss, 1960
- Pseudogemma Collin, 1909 genre type
  - Espèce type : Pseudogemma fraiponti Collin, 1909

## Systématique
Le nom valide de ce taxon est Pseudogemmidae Jankowksi, 1978,.